# Filip Beckman
Filip Ludwig Beckman, född 10 februari 2003 i Kungsbacka, är en svensk fotbollsspelare (mittback) som spelar för Gais. Han är yngre bror till handbollsspelaren Melwin Beckman i HK Aranäs.

## Biografi
Beckmans far, som har rötter i Polen, spelade som ung fotboll där, och efter att ha flyttat till Sverige i Kungsbacka IF. Även Beckman började spela fotboll i Kungsbacka IF, men han flyttade sedan först till PR Academy och sedan, när PR Academy lade ner, till BK Häcken. Han blev dock bortsållad från att ta steget upp i akademin och gick därefter en kort period till Tölö IF innan han 2019 kom till Gais akademi. Han spelade även handboll fram till dess att han var 14 år.
Efter att ha tränat med Gais A-lag sedan sommaren 2022 skrev Beckman i januari 2023 på ett tvåårskontrakt över säsongen 2024. Han spelade sin första tävlingsmatch med A-laget i ett derby mot IFK Göteborg i Svenska cupen den 26 februari 2023, och gjorde en stark insats då Gais besegrade lokalrivalerna med 2–1. Han gjorde sedan sitt första tävlingsmål för Gais i Superettan 2023 den 13 maj 2023, då han i den 96:e minuten slog in 2–1 borta mot Östers IF på en retur på ett skott av Gustav Lundgren och avgjorde matchen. Sammanlagt spelade han 16 matcher (2 mål) i Superettan 2023, då Gais slutade tvåa i serien och gick upp i Allsvenskan 2024. Under säsongen roterade Gais tränare Fredrik Holmberg något okonventionellt mellan sina fyra mittbackar – förutom Beckman även Axel Norén, Robin Frej och Anes Cardaklija – där de två som var i bäst form eller fungerade bäst ihop för tillfället bildade mittbackspar.
Inför säsongen 2024 förlängde Beckman sitt kontrakt med Gais med fyra år, till och med säsongen 2027. Under våren 2024 drogs han med en efterhängsen skada, och det dröjde till mitten av juli innan han fick göra allsvensk debut när han borta mot IK Sirius ersatte en huvudskadad Anes Cardaklija strax före halvtid. Omgången därpå, i en 2–0-seger hemma mot AIK, gjorde han sin första allsvenska match från start. Det första allsvenska målet kom den 18 augusti i en 3–1-seger mot Halmstads BK hemma på Gamla Ullevi, då han i den 23:e minuten nickade in 1–0 efter en hörna av Gustav Lundgren. Totalt spelade Beckman 16 matcher (1 mål) i Allsvenskan 2024, då Gais oväntat slutade sexa.

## Spelstil
Beckman är 198 centimeter lång och en bra huvudspelare. När Beckman skrev på för Gais A-lag i januari 2023 beskrev klubbchefen Magnus Sköldmark honom som "en fysisk och stark spelare som dessutom gjort flera mål på fasta situationer i U19". Gais tränare Fredrik Holmberg beskriver honom som en tuff spelare med bra försvarsspel, som trots sin storlek har fin teknik och en bra passningsfot.